# Sriracha-Sauce

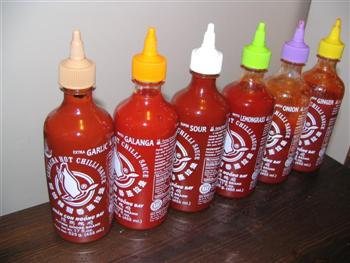
Varianten von Sriracha-Sauce der Marke Flying Goose

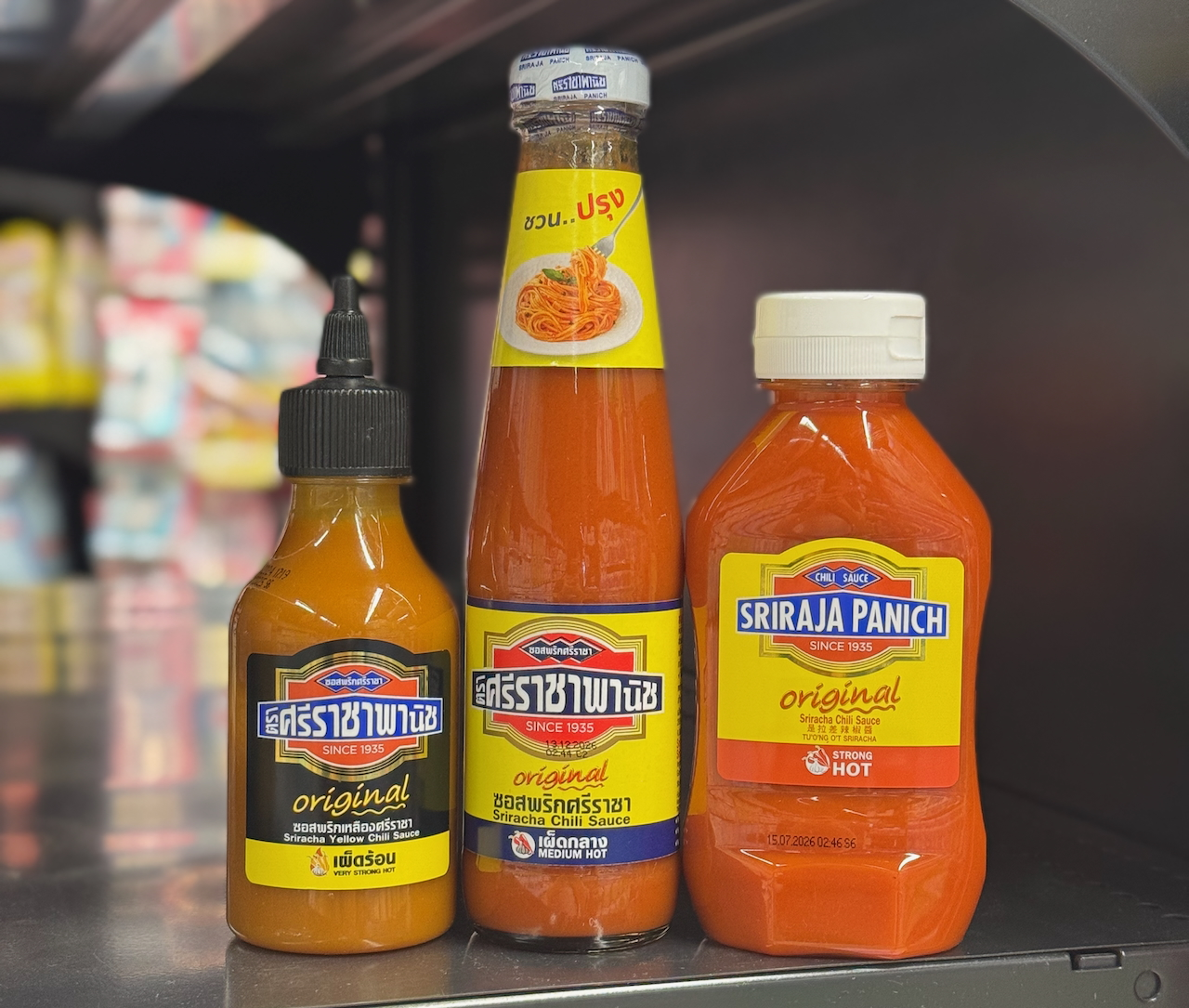
Sriraja-Panich-Chilisauce von Thai Theparos Food Products

Sriracha-Sauce (ศรีราชา [sǐːrāːtɕʰāː] Ausspracheⓘ) ist eine nach der Küstenstadt Si Racha in Thailand benannte scharfe Chilisauce. Sie wurde dort zuerst produziert und in lokalen Fischrestaurants verwendet. Die Sauce wird aus Chilischoten, Essig, Knoblauch, Zucker und Speisesalz hergestellt. Eine herkömmliche Sriracha-Sauce hat eine Schärfe von 2.500–5.000 Scoville.

## Herstellung und Geschmack
Der Geschmack der Sriracha-Sauce wird vor allem durch die Hauptzutat Chilischoten dominiert. Die weiteren Inhaltsstoffe tragen zu einem scharfen, süßen und würzigen Geschmack bei. Es gibt sie in mehreren Geschmacksrichtungen und Schärfegraden.
Sriracha-Saucen haben in vielen asiatischen Ländern und auch in den Vereinigten Staaten Verbreitung gefunden. Zu den drei größten Herstellern von Sriracha-Sauce gehören die Marken Flying Goose und Sriraja-Panich-Sauce aus Thailand sowie Huy Fong Foods aus Kalifornien.

## Verwendung
Die Sauce wird häufig als Dip verwendet, speziell für Meeresfrüchte. Durch die vielseitigen Verwendungsmöglichkeiten als scharfe Sauce taucht die Sauce in verschiedenen Küchen auf, so zum Beispiel als Gewürz in asiatischen Suppen oder anstelle von Ketchup zu Pommes frites innerhalb der westlichen Küche. Beliebt ist auch eine Mischung aus Sriracha-Sauce und Mayonnaise, um daraus eine Sriracha-Mayo herzustellen.